# Împrăștiere Rayleigh
Împrăștierea Rayleigh, numită astfel după fizicianul britanic Lord Rayleigh, este împrăștierea elastică a luminii (sau, în general, a radiației electromagnetice) de către particule de dimensiuni mult mai mici decât lungimea de undă a radiației, de exemplu atomi sau molecule. Culoarea albastră a cerului senin se datorează împrăștierii Rayleigh a luminii solare pe moleculele din atmosfera Pământului.
Împrăștierea Rayleigh este un proces parametric, adică nu schimbă starea cuantică a materiei. Particulele pot fi atomi individuali sau molecule. Poate să apară atunci când lumina traversează materiale solide sau lichide transparente, dar este mai des întâlnită în gaze. Împrăștierea Rayleigh rezultă din polarizarea electrică a particulelor. Câmpul electric oscilant al undei de lumină acționează asupra sarcinilor din particulă, făcându-le să oscileze cu aceeași frecvență. Astfel particula devine un mic dipol radiant, a cărui radiație o vedem ca lumină împrăștiată.